# Motion capture

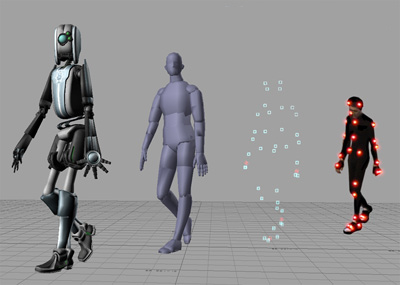
Een voorbeeld van motion capture

Motion capture (Engels voor "beweging vastleggen") is de techniek die men gebruikt om bewegingen van mensen te kopiëren naar realistische animaties. 
Eén (optische) techniek om deze bewegingen vast te leggen is door op bepaalde plekken van een proefpersoon lichtjes aan te brengen en deze plekken een vaste positie te geven. Als men vervolgens de beweging van deze plekken vastlegt, kan men ze omzetten naar een animatie. 
Bij inertiële techniek voor motion capture, maakt men gebruik van miniatuursensoren: versnellingsmeters, magnetometers en gyroscopen. Daarmee worden de bewegingen geregistreerd en naar de computer gezonden. Aldaar worden de metingen omgezet in beweging en kan men "real-time" (in ware tijd) een 3D-animatiefiguur volgen op het beeldscherm.
Naast optisch en inertieel kent motion capture nog vier ander technieken: mechanisch, elektromechanisch, magnetisch en reflectietape.
Voor veel computerspellen en animatiefilms wordt tegenwoordig deze techniek gebruikt. Motion capture wordt vaak afgekort weergegeven tot "mocap".
Een verbeterde methode van motion capture is performance capture. Daarbij worden met name de gezichtsuitdrukkingen van de animatiefiguren nog preciezer weergegeven. Deze techniek wordt bijvoorbeeld gebruikt in de film The Adventures of Tintin: The Secret of the Unicorn uit 2011.